# Куше, Франсуа Луи
Франсуа Луи Куше, или Куше-сын (фр. François Louis Couché, dit Couché fils; 1782, Париж — 5 октября 1849, Париж) — французский рисовальщик и гравёр, сын и ученик отца — Жака Куше.

## Биография
Куше-сын учился рисунку и гравированию у отца и Луи Лафита. Куше-сыну мы обязаны серией портретов Наполеона и его генералов, изображениями великих сражений времён Первой империи, иллюстрациями к «Истории Наполеона» Жака де Норвена (1827) и аллегорическими картинами, например «Восстановление Наполеоном прав еврейских граждан свободно исповедовать свою религию». Франсуа Луи Куше гравировал по собственным рисункам, а также по оригиналам Жака Франсуа Свебаха и Жана Дюплесси-Берто.
Он также является автором гравированных видов архитектурных памятников Парижа и иллюстраций, наряду с другими рисовальщиками и гравёрами, к изданиям материалов французской экспедиции Виван-Денона в Египет. Он иллюстрировал сочинения Вольтера и гравировал портреты многих знаменитых людей Франции. Скончался в начале октября 1849 года в Париже, его похороны состоялись в церкви Сен-Сюльпис 7 октября 1849 года.

## Галерея

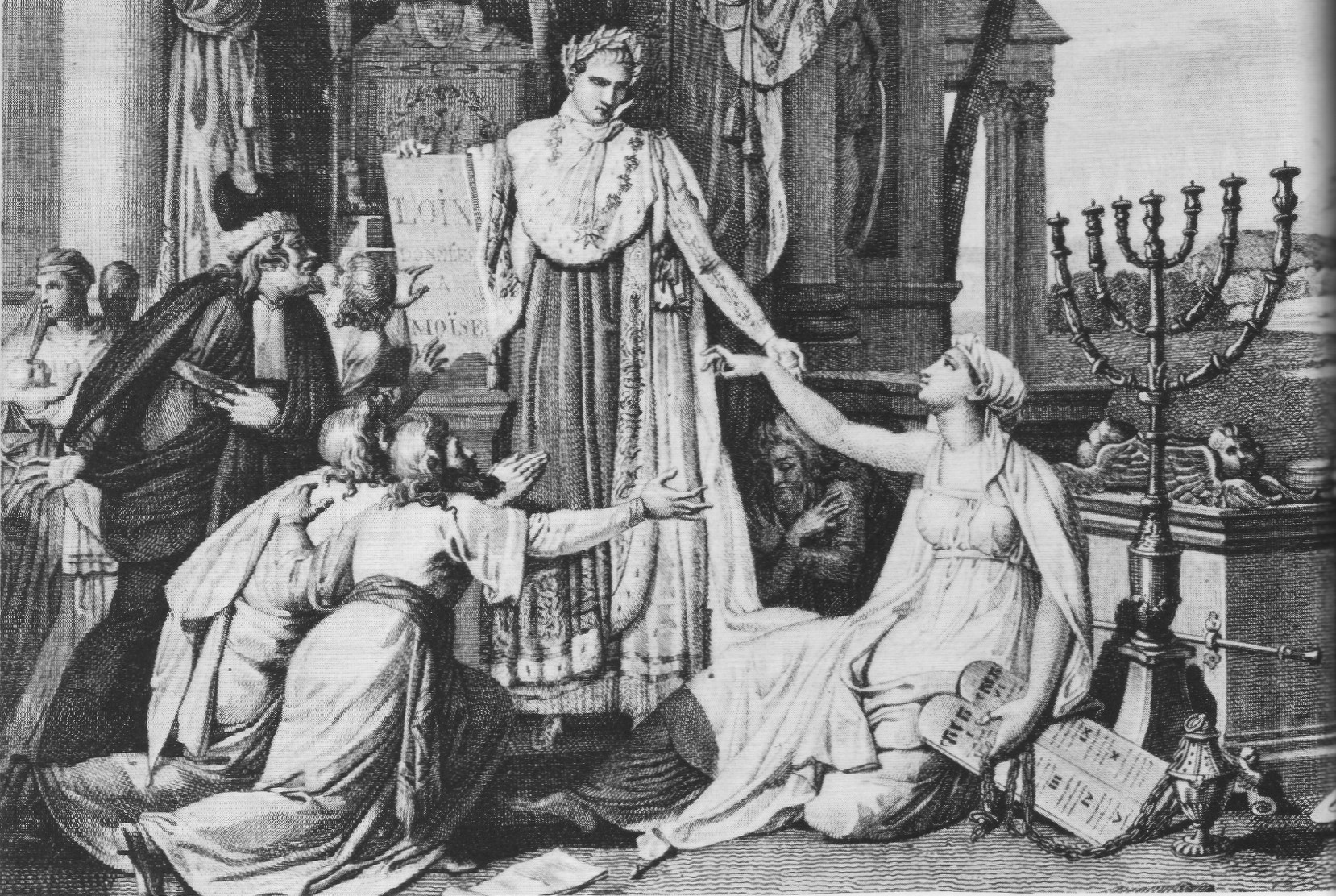
Восстановление Наполеоном прав еврейских граждан свободно исповедовать свою религию. Ок. 1810. Офорт
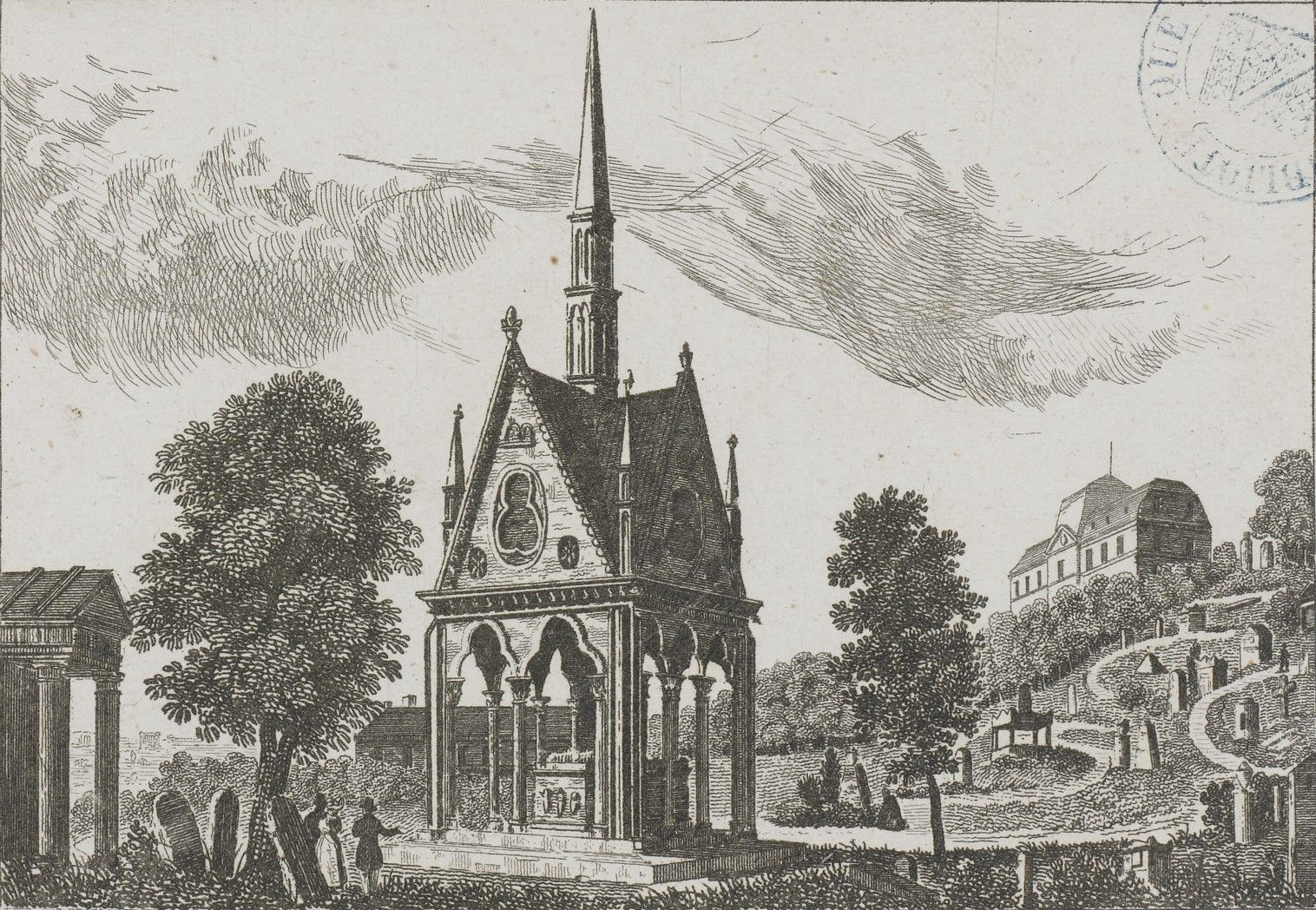
Гробница Элоизы и Абеляра. Гравюра резцом на меди
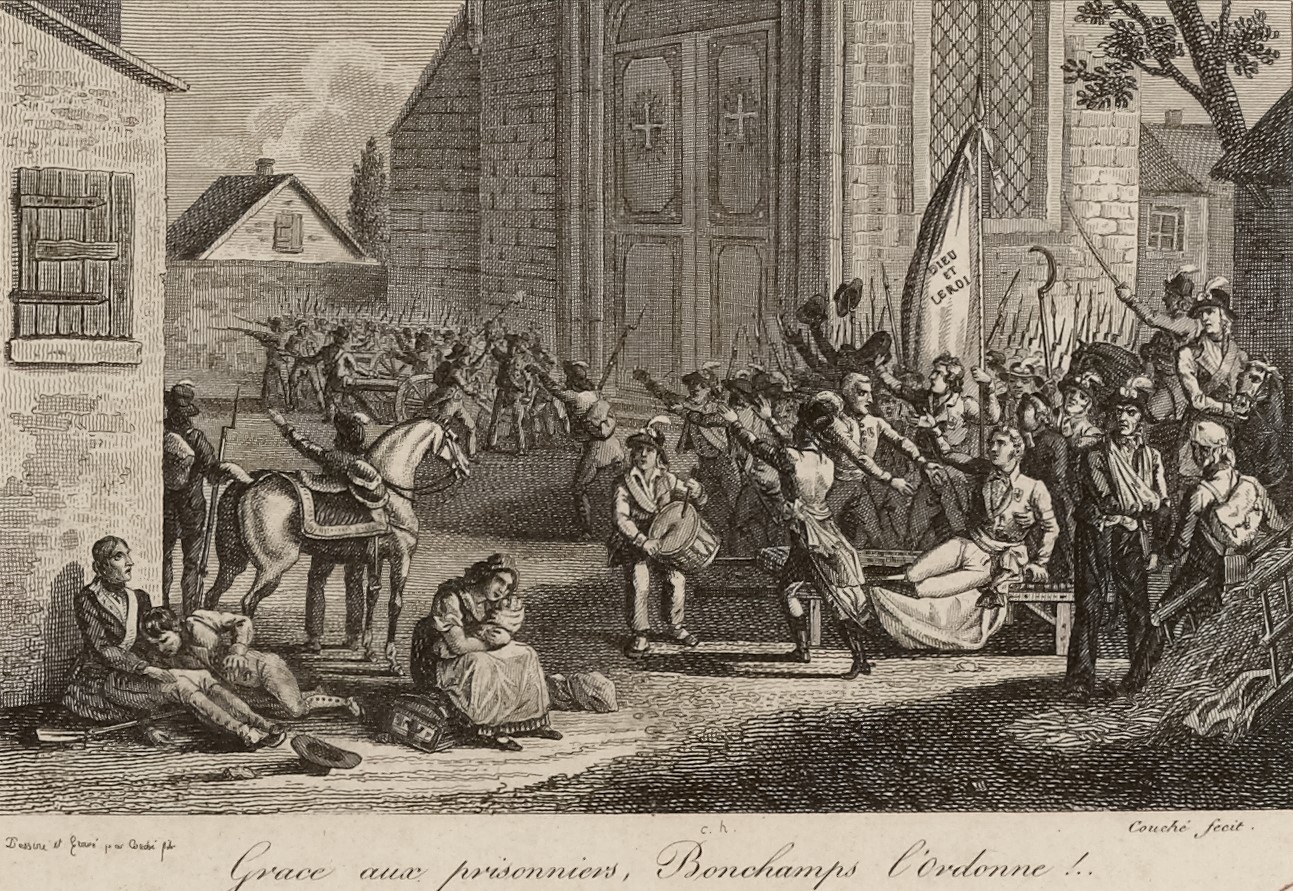
«Спасибо заключённым, Боншам заказывает это!..». Между 1808 и 1824. Офорт
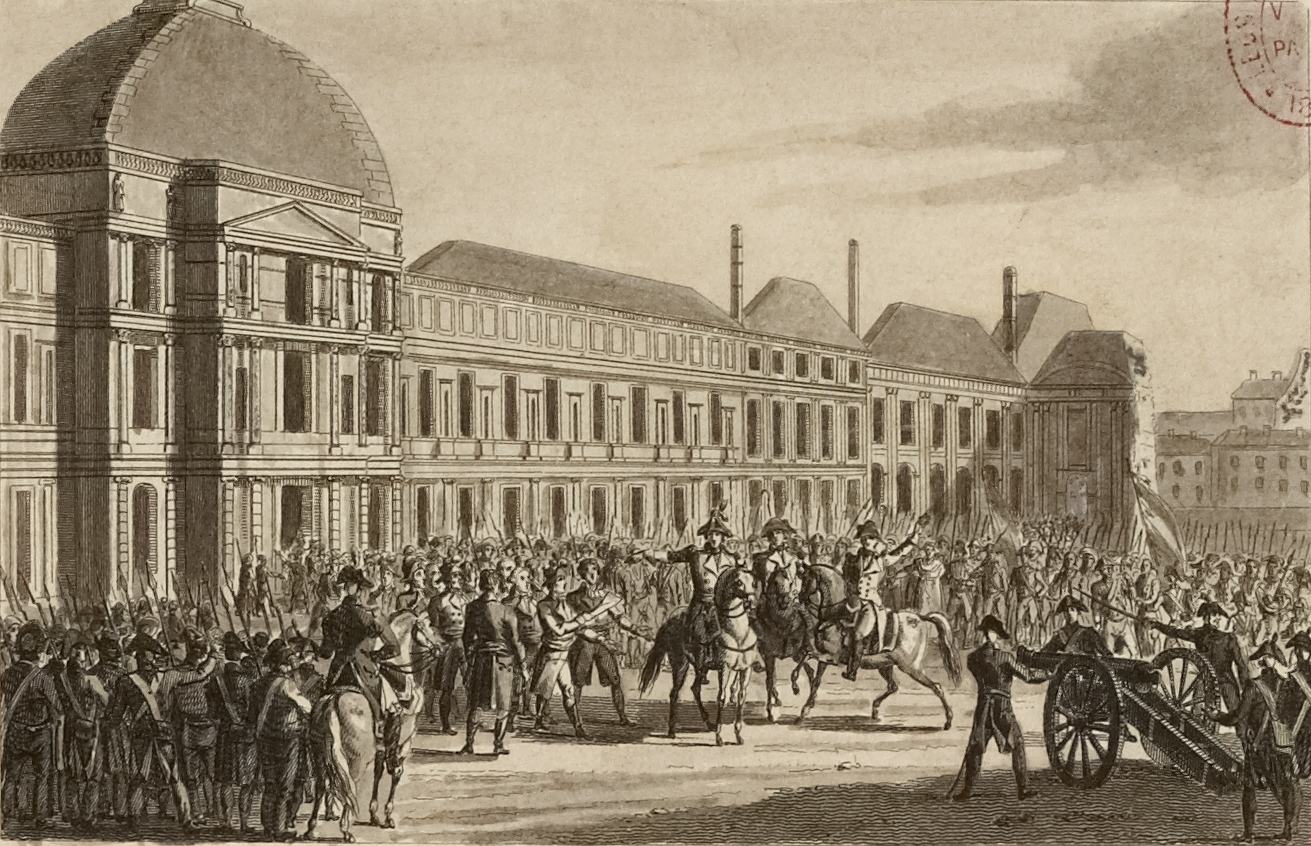
Падение жирондистов. Между 1788 и 1798. Офорт